# Geelnekamazone
De geelnekamazone (Amazona auropalliata) is een amazonepapegaai uit de familie Psittacidae (papegaaien van Afrika en de Nieuwe Wereld). De wetenschappelijke naam van de soort werd als Psittacus (amazona) auro-palliatus in 1842 gepubliceerd door René Primevère Lesson. Het is een door jacht, vangst en habitatverlies kwetsbaar geworden vogelsoort.

## Kenmerken
De vogel is 36 cm lang en overwegend groen gekleurd. Kenmerkend is de gele vlek op de nek. De buitenste vier slagpennen zijn helder rood en vormen daardoor een rode spiegel die in vlucht zichtbaar wordt. De snavel en de naakte huid rondom het oog zijn donkergrijs.

## Verspreiding en leefgebied
Deze soort komt voor van Zuid-Mexico tot Costa Rica en telt 3 ondersoorten:
- A. a. auropalliata: van zuidelijk Mexico tot noordwestelijk Costa Rica.
- A. a. caribaea: Islas de la Bahía (nabij Honduras).
- A. a. parvipes: van noordelijk Honduras tot noordoostelijk Nicaragua.

De leefgebieden van deze vogel liggen in diverse typen loofbos, zowel droog bos met struikgewas in savannelandschappen als in mangrovebossen en bosrijk cultuurland.

## Status
De grootte van de populatie werd in 2017 door BirdLife International geschat op 20 tot 50 duizend volwassen individuen. De populatie-aantallen nemen af door jacht en vangst voor de kooivogelhandel en door habitatverlies. De leefgebieden wordt aangetast door ontbossing, waarbij natuurlijk bos plaats maakt voor intensief agrarisch gebruikt land. Om deze redenen staat deze soort als kritiek op de Rode Lijst van de IUCN.
Er gelden beperkingen voor de handel in deze amazonepapegaai, want de soort staat in de Bijlage I van het CITES-verdrag.